# 聲明 (編程)
在计算机编程中，声明是一种指定标识符属性的语言结构。 声明最常用于子程序、变量、常量和类，但也可用于其他实体，例如枚举。 声明通常還能指定資料類型（对于变量和常量）以及类型签名（对于函数） 。 